# Micropotamogale lamottei
Micropotamogale lamottei är en däggdjursart som beskrevs av Heim de Balsac 1954. Micropotamogale lamottei ingår i släktet Micropotamogale och familjen tanrekar. Inga underarter finns listade i Catalogue of Life.

## Utseende
Individerna når en absolut längd av 24 till 26 cm och hanar är lite större än honor. Vikten varierar mellan 53 och 71 g. Den kraftiga svansen är lite kortare än huvudet och bålen tillsammans och den är inte tillplattad som hos utternäbbmusen (Potamogale velox). Arten saknar även simhud mellan tårna som förekommer hos den andra arten i samma släkte. Liksom andra däggdjur som lever i vattnet har arten en kompakt och avrundat kropp samt korta extremiteter. Pälsens färg är brunaktig. Micropotamogale lamottei har långa morrhår.

## Utbredning och habitat
Denna tanrek förekommer med två eller tre populationer i västra Afrika. Den lever i Guinea, Liberia och Elfenbenskusten. Arten vistas i regnskogar, i träskmarker och i andra habitat vid vattendrag. Den besöker ibland odlade områden.

## Ekologi
Individerna är aktiva på natten och simmar ofta i vattnet. Där jagar arten kräftdjur samt malartade fiskar och sällan insekter, grodyngel eller små däggdjur. Micropotamogale lamottei är inte lika bra anpassade till livet i vattnet som andra utternäbbmöss. Trots allt kan den dyka upp till 10 minuter. Kräftdjur flyttas på land innan de äts. Individer som hölls i fångenskap åt cirka 40 gram föda per dygn.
Troligen lever varje individ utanför parningstiden ensam men även par observerades. Dräktigheten varar något över 50 dagar och sedan föds 1 till 4 ungar. De är i början nakna och blinda. Ungarna får päls efter 11 dagar, öppnar ögonen efter 23 dagar och börjar med fast föda efter 40 dagar.

## Hot och status
Micropotamogale lamottei hotas av habitatförlust när gruvor, jordbruksmark och vägar etableras. Flera individer hamnar av misstag i redskap för fiskfångst och dör. Beståndet är delat i många från varandra skilda populationer och hela utbredningsområdet är mindre än 5 000 km². IUCN kategoriserar arten globalt som starkt hotad (EN).